# World Games 2022/Teilnehmer (Kuba)
| Gelbes Symbol für Goldmedaillen mit stilisierten Olympischen Ringen | Graues Symbol für Silbermedaillen mit stilisierten Olympischen Ringen | Braundes Symbol für Bronzemedaillen mit stilisierten Olympischen Ringen |
| ------------------------------------------------------------------- | --------------------------------------------------------------------- | ----------------------------------------------------------------------- |
| —                                                                   | —                                                                     | —                                                                       |

Kuba nahm an den World Games 2022 mit einer Athletin teil.

## Teilnehmer nach Sportarten

### Inline-Speedskating

#### Bahn
| Athleten         | Wettbewerb       | Qualifikation | Qualifikation | Viertelfinale | Viertelfinale | Halbfinale    | Halbfinale    | Finale        | Finale        | Rang |
| Athleten         | Wettbewerb       | Zeit          | Rang          | Zeit          | Rang          | Zeit          | Rang          | Zeit/Punkte   | Rang          | Rang |
| ---------------- | ---------------- | ------------- | ------------- | ------------- | ------------- | ------------- | ------------- | ------------- | ------------- | ---- |
| Frauen           |                  |               |               |               |               |               |               |               |               |      |
| Adriana Cantillo | 200 m Zeitfahren | DNS           | DNS           | —             | —             | —             | —             | DNS           | DNS           | DNS  |
| Adriana Cantillo | 500 m Sprint     | —             | —             | 52,368 s      | 4             | ausgeschieden | ausgeschieden | ausgeschieden | ausgeschieden | 15   |
| Adriana Cantillo | 1000 m Sprint    | —             | —             | DNF           | DNF           | ausgeschieden | ausgeschieden | ausgeschieden | ausgeschieden | 26   |

#### Straße
| Athleten         | Wettbewerb   | Qualifikation | Qualifikation | Viertelfinale | Viertelfinale | Halbfinale | Halbfinale | Finale      | Finale | Rang |
| Athleten         | Wettbewerb   | Zeit          | Rang          | Zeit          | Rang          | Zeit       | Rang       | Zeit/Punkte | Rang   | Rang |
| ---------------- | ------------ | ------------- | ------------- | ------------- | ------------- | ---------- | ---------- | ----------- | ------ | ---- |
| Frauen           |              |               |               |               |               |            |            |             |        |      |
| Adriana Cantillo | 100 m Sprint | —             | —             | DNS           | DNS           | DNS        | DNS        | DNS         | DNS    | DNS  |
| Adriana Cantillo | 1 Runde      | —             | —             | DNS           | DNS           | DNS        | DNS        | DNS         | DNS    | DNS  |